# Эс-Санамайн (район)
Эс-Санамайн (араб. الصنمين‎) — район (минтака) в составе мухафазы Даръа, Сирия. Административным центром является город Эс-Санамайн.

## География
Район находится на юге Сирии. На востоке граничит с мухафазой Эс-Сувейда, на юге с районом Изра, на западе с мухафазой Эль-Кунейтра, а на севере с мухафазой Дамаск.

## Административное деление
Район разделён на 3 нахии.
| Нахия       | Административный центр | Население (2004 г.), чел. | Карта |
| ----------- | ---------------------- | ------------------------- | ----- |
| Эс-Санамайн | Эс-Санамайн            | 113 316                   |       |
| Эль-Масмия  | Эль-Масмия             | 8 773                     |       |
| Габагиб     | Габагиб                | 45 793                    |       |